# Weer en klimaat van A tot Z

## A
Aardas -
Aardatmosfeer -
Aardmagnetisch veld -
Accumulated Cyclone Energy -
Adaptatie -
Adiabatische expansie -
Advectieve mist -
Aerosol -
Allais-effect -
Altocumulus -
Altocumulus castellanus -
Altocumulus lenticularis -
Altostratus -
Amateurmeteorologie -
Anemometer -
An Inconvenient Truth -
Atlantisch orkaanseizoen 1492-1499,
500-1524,
1525-1549,
1550-1574,
1575-1599,
1600-1619,
1620-1639,
1640-1659,
1660-1679,
1680-1699,
1700-1709,
1710-1719,
1720-1729,
1730-1739,
1740-1749,
1750-1759,
1760-1769,
1887,
1893,
1899,
1907,
1914,
1925,
1930,
1933,
1935,
1943,
1950,
1951,
1952,
1953,
1954,
1955,
1956,
1957,
1958,
1959,
1960,
1961,
1969,
1972,
1974,
1977,
1978,
1979,
1980,
1981,
1982,
1983,
1984,
1985,
1986,
1987,
1988,
1989,
1990,
1991,
1992,
1993,
1994,
1995,
1996,
1997,
1998,
1999,
2000,
2001,
2002,
2003,
2004,
2005,
2006 en
2007 -
Atmosfeer -
Atmosferische circulatie -
Avondrood -
Avondzon -
Azorenhoog

## B
Barograaf -
Barometer -
Francis Beaufort -
Isaac Beeckman -
Belgisch Instituut voor Ruimte-aëronomie -
Benguelastroom -
John Bernard -
Bevroren mist -
Vilhelm Bjerknes -
Black frost -
Blauwe lucht -
Blauwe uur -
Wouter Bleeker -
Bliksem -
Blikseminslag bij mensen -
Blizzard -
Jordi Bloem -
Blokkade -
Blue jet -
Axel Gudbrand Blytt -
Blytt-Sernandertijdschaal -
Boeran -
Bolbliksem -
Bølling-interstadiaal -
Bora -
Erno Bouma -
Broeikaseffect -
Bui -
Jan Buisman -
Christophorus Buys Ballot -
BVN-Weer

## C
Antonio Cagnoli -
Central Pacific Hurricane Center -
Chemische verwering -
Chinaklimaat -
Chinook -
Circumzenitale boog -
Cirrocumulus -
Cirrostratus -
Cirrus -
Cirrus fibratus -
Cirrus uncinus -
Cleveland Abbe -
Climate Database for the World Oceans -
CO2-afvang en -opslag -
Condensatiekern -
Condensspoor -
Convergentie -
Piers Corbyn -
Corioliseffect -
Corona -
Crachin -
Nicolaus Cruquius -
Cumulonimbus -
Cumulonimbus tuba -
Cumulus -
Cycloon

## D
Dagrecord -
Dampkring -
Dauw -
Dauwpunt -
Frank Deboosere -
Dean -
Dennis Wilt -
Diana Woei -
Dikke-truiendag -
Divergentie -
Donder -
Donderglas -
Dooi -
Henk van Dorp -
Draaikolk -
Driftsneeuw -
Droge tijd -
Droog klimaat -
Droog onweer -
Droogte -
Droogte van 2018 in Europa - 
Drukgradiëntkracht -
Henri Louis Duhamel du Monceau -
Dvoraktechniek

## E
Eb -
Eco-celli barometer -
Eerste kwartier -
Eeuwige sneeuw -
Efemeriden -
El Niño -
Elves -
Emissiehandel -
Energiebox -
Envisat -
ESSA weersatellieten -
EUMETSAT -
Europees Centrum voor Weersverwachtingen op Middellange Termijn -
Europese hittegolf van 2003 -
Europese Remote Sensing Satellieten -
Evaporatie -
Evenaar -
Ewoud van Everdingen -
Exosfeer

## F
Fata morgana -
Felix -
Fenologie -
Ferrelcel -
Robert FitzRoy -
Föhn -
Benjamin Franklin -
Front -
Fujiwara-effect

## G
Galifo -
Galvestonorkaan -
Gasbarometer -
Jules Geirnaerdt -
Gematigd klimaat -
Geopotentiaal -
Getijde -
Getijgolf -
Getijdenstroom -
Gevoelstemperatuur -
Ghibli -
Glaciaal -
Global dimming -
Global dimming -
Gonu -
Grondmist -
Grote Orkaan van 1780 -
Grote zonnejaar

## H
Hadleycel -
Sabine Hagedoren -
Hagel -
Hagelbui -
Hagelkanon -
Halo -
Julius von Hann -
Harmattan -
Heiig -
Helder -
Hellingstijgwind -
Hemelgewelf -
Herfst -
Herfstpunt -
Het Weer (Tien) -
Het Weer (VTM) -
Gerrit Hiemstra -
Hilde Simons -
Hitte-eilandeffect -
Hittegolf -
Hogedrukgebied -
Hoge wolken -
Marjon de Hond -
Hooggebergteklimaat -
Hygrometer

## I
IJsdag -
IJsheiligen -
IJsklimaat -
IJsmist -
IJspegel -
IJsregen -
IJstijd -
IJzel -
Industriële mist -
Interglaciaal -
Intergovernmental Panel on Climate Change -
Internationale wolkenclassificatie -
Interstadiaal -
Intertropische convergentiezone -
Inversielaag -
Ioke -
Ionosfeer -
IPCC-rapport 2007 -
Iriseren -
Isobaar -
Isochoor -
Isopleet -
Isotherm -
Ivan

## J
Jaar zonder zomer -
Jakobsladder -
Japans Meteorologisch Instituut -
Jetstreak

## K
Katrina -
Charles David Keeling -
Kleine ijstijd -
Klimaat -
Klimaatbeheersing -
Klimaatbos -
Klimaatclassificatie van Köppen -
Klimaatgordels -
Klimaat in India -
Klimaat in Schotland -
Klimaatneutraal -
Klimaat van Antarctica -
Klimaatverandering -
Klimaatverdrag -
Klimaatvluchteling -
Klimatogram -
Klimatologie -
Koninklijk Meteorologisch Instituut van België -
Koninklijk Nederlands Meteorologisch Instituut -
Koolstofkringloop -
Wladimir Köppen -
Koudegetal -
Koudegolf -
Koudepool -
Koufront -
Erwin Kroll -
Kroniek van het Atlantisch orkaanseizoen 2006 en
2007 -
Kroniek van het orkaanseizoen van de Grote Oceaan 2006 -
Kruiend ijs -
Kust- en zeeweerbericht -
Kwakkelweer -
Kwikbarometer -
Kwikthermometer -
Kyoto-protocol -
Kyrill

## L
Laatglaciaal -
Laat-Paleozoïsche ijstijd -
Laatste Glaciale Maximum -
Laatste kwartier -
Lagedrukgebied -
Lage wolken -
Landklimaat -
Landwind -
La Niña -
Lawine -
Lente -
Lentepunt -
Lenticularis -
Helga van Leur -
Lichtende nachtwolk -
Lichte vorst -
Lijst van meteorologen -
Lijst van ondertekenaars van het Kyoto-protocol -
Lijst van weermannen en weervrouwen -
Lijst van windturbinefabrikanten -
Live Earth -
Loodsballon -
Edward Lorenz -
Luchtdruk -
Luchtmacht Meteorologische Groep -
Luchtvochtigheid -
Luchtzak

## M
Maansverduistering -
Maartse bui -
Madeliefjeswereld -
Matige vorst -
Medaille van het Koninklijk Nederlands Meteorologisch Instituut -
Mediterraan klimaat -
Meetmast Cabauw -
Merkeldag -
Mesopauze -
Mesosfeer -
METAR -
Meteo Consult -
Meteorologie -
Meteoroloog -
Meteosat -
Eddy De Mey -
Peggy De Meyer -
Microklimaat -
Middelhoge wolken -
Middernachtzon -
Milutin Milanković -
Mist -
Mistbank -
Mistboog -
Mistral -
Mitch -
Mitigatie -
Moesson -
Moessonklimaat -
Andrija Mohorovičić -
Molenwindschaal -
Monstergolf -
Morgenrood -
Motregen

## N
National Hurricane Center -
National Oceanic and Atmospheric Administration -
Nazomer -
Nederlandse emissieautoriteit -
Neerslag -
Neerslagkans -
Neutrosfeer -
Nevel -
Nieuwe maan -
Nimbostratus -
Noodweer -
Noordelijke boomgrens -
Noorse school -
Nucleaire winter

## O
Occlusiefront -
Onderkoeld water -
Onweer -
Onweersbui -
Opwarming van de Aarde -
Orkaan -
Orkaanobservatie -
Orkaanseizoen van de Grote Oceaan 2006 en
2007 -
Orkaan van het Kaapverdische type -
Orkaanwaarschuwing -
Harry Otten -
Oude Dryas -
Oudste Dryas -
Ozone monitoring instrument -
Ozongat -
Ozonlaag

## P
Pakijs -
Paleoklimaat -
Paleoklimatologie -
Pampero -
Parelmoerwolk -
Parhelische kring -
Parhelium -
Passaat -
Piet Paulusma
Jill Peeters -
Pekel -
Jan Pelleboer -
Armand Pien -
Pleniglaciaal -
Polaire cel -
Polar Challenge -
Polar low -
Pollenzone -
Pooljaar -
Poolklimaat -
Poollicht -
Poolnacht -
Pororoca -
Ppmv

## R
Radiosonde -
Constantine Samuel Rafinesque-Schmaltz -
Alfred Emile Rambaldo -
Red sprite -
Referentie-gewasverdamping -
Regen -
Regenboog -
Regenbui -
Regenmist -
Regen maken -
Regenmeter -
Regenschaduw -
Regentijd -
Reinier van den Berg -
Relatieve luchtvochtigheid -
Margot Ribberink -
Bob De Richter -
Rijp -
Ringvormige orkaan -
Rita -
Roetnevel -
Rolwolk -
Rookmist -
Rossby-golf -
Rug -
Ruige rijp

## S
Saharastof -
Samoem -
Scatterometer -
Schaal van Beaufort -
Schaal van Fujita -
Schaal van Saffir-Simpson -
Schaapscheerderskou -
Schemering -
Johann Jakob Scheuchzer -
Schijnbare wind -
Schijngestalten -
Seizoen -
Nicholas Shackleton -
Shelf cloud -
Sidr -
Sint-Cyriacus-orkaan -
Sint-elmsvuur -
Sirocco -
Smog -
Sneeuw -
Sneeuwbalaarde -
Sneeuwbal -
Sneeuwbui -
Sneeuwdek -
Sneeuwengel -
Sneeuwgrens -
Sneeuwjacht -
Sneeuwkanon -
Sneeuwlawine -
Sneeuwpop -
Sneeuwroller -
Sneeuwschoen -
Sneeuwstorm -
Sneeuwveld -
Sneeuwwoordenverhaal -
Soechovej -
Springtij -
Stadiaal -
Stan -
Steppeklimaat -
Stevensonhut -
Stofhoos -
Storm -
Stormglas -
Stormvloed -
Stormvloedseindienst -
Straalstroom -
Stralingsmist -
Stratocumulus
Stratopauze -
Stratosfeer -
Stratosfeerontlading -
Strenge vorst -
Subarctisch klimaat

## T
Technisch weer -
Tellus Institute -
The Great Global Warming Swindle -
Thermiek -
Thermische evenaar -
Thermocline -
Thermohaliene circulatie -
Thermohydrograaf -
Thermometer -
Thermopauze -
Thermoscoop -
Thermosfeer -
Peter Timofeeff -
Toendraklimaat -
Tornado -
Tornadofamilie -
Evangelista Torricelli -
Trajectorie -
Tramontana -
Transmissometer -
Trias energetica -
Trog -
Tropen -
Tropische cycloon -
Tropische dag -
Tropische golf -
Tropische onweersstoring -
Tropische-stormobservatie -
Tropische-stormwaarschuwing -
Tropisch klimaat -
Tropisch regenwoudklimaat -
Tropisch savanneklimaat -
Tropopauze -
Troposfeer -
Tsunami -
Tyfoon -
Tyfoonseizoen van de Grote Oceaan 2006 en
2007 -
Tyndall-effect

## V
Yrjö Väisälä -
Valwind -
Varve -
Verdamping -
Vereniging voor Weerkunde en Klimatologie -
Marco Verhoef -
Arie Verrips -
Johan Verschuuren -
Jan Versteegt -
Verticaal ontwikkelde wolken -
Virga -
Vloed -
Vloeistofthermometer -
Volle maan -
Vorst -
Vorst aan de grond -
Vorstperiode

## W
Warme dag -
Warme Golfstroom -
Warme Truiendag -
Warmtefront -
Warmtegetal -
Warmtetransport -
Waterhoos -
Waterkoud -
Waterkringloop -
Alfred Wegener -
Weeralarm -
Weerbeheersing -
Weerbericht -
Weerextremen lente in België,
zomer,
herfst en
winter -
Weerhuisje -
Weerhut -
Weerkaart -
Weerkaatsingsvermogen -
Weer -
Weerballon -
Weerradar -
Weersatelliet -
Weerschip -
Weerspreuk -
Weerstation -
Weerstatistieken maand januari in België,
februari,
maart,
april,
mei,
juni,
juli,
augustus,
september,
oktober,
november en
december -
Weerstatistieken maand januari in Nederland,
februari,
maart,
april,
mei,
juni,
juli,
augustus,
september,
oktober,
november en
december -
Weersvoorspelling -
Wervelwind -
Westenwinddrift -
West-Europese hittegolf van 2006 -
Wet van Buys Ballot -
White frost -
Wilma -
Windatlas -
Windhaan -
Windhoos -
Wind -
Windregime -
Windroos -
Windshear -
Windstoot -
Windstreek -
Windvermogensverwachting -
Windwijzer -
Windzak -
Winter -
Winterse bui -
Witte nacht -
Woestijnklimaat -
Wolk -
Wolkbreuk -
Wolkenbasis -
Wolkenfamilie -
Wolkengeslacht -
Wolkenkunde -
Wolkensoort -
Wolkenstralen -
World Meteorological Organization -
Wouw's Weekend Weerbericht

## Z
Zachte dag -
Zandstorm -
Zeedeining -
Zeegang -
Zeeklimaat -
Zeemist -
Zeer strenge vorst -
Zeespiegelstijging -
Zeestroom -
Zeestroom van Primorski -
Zeewind -
Zichtbaarheid -
Zomer -
Zomerse dag -
Zomerstorm -
Zonkracht -
Zonneschijnmeter -
Zonsverduistering -
Zure regen